# 前153年
| 千纪： | 前1千纪 |
| 世纪： | 前3世纪 \| 前2世纪 \| 前1世纪                                                                                         |
| 年代： | 前180年代 \| 前170年代 \| 前160年代 \| 前150年代 \| 前140年代 \| 前130年代 \| 前120年代                               |
| 年份： | 前158年 \| 前157年 \| 前156年 \| 前155年 \| 前154年 \| 前153年 \| 前152年 \| 前151年 \| 前150年 \| 前149年 \| 前148年 |
| 纪年： | 西汉汉景帝前元四年 |

## 大事记
- 汉景帝长子刘荣（栗姬之子）被册封为太子，刘彻为胶东王
- 羅馬共和國保守派政治家老加圖作為代表團成員訪問了迦太基，看到迦太基城迅速的從第二次布匿戰爭中復原，深感震驚。
- 猶太馬加比軍領導者約拿單·亞腓斯臣屬於塞琉古帝國亞歷山大一世，受封以色列大祭司。

## 出生
- 桑弘羊